# المنظمة (مسلسل)
المنظمة (بالتركية: Teşkilat)؛ هو مسلسل التلفزيوني التركي لعام 2021 تم إنتاجه بواسطة شركة تايمز آند بي. بدأ عرضه لأول مرة على قناة تي أر تي 1 في 7 مارس 2021.
في 10 مارس 2025 ، تم تأكيد انتاج موسم سادس.

## قصة المسلسل
المسلسل يسلط الضوء على جهاز الاستخبارات الوطني التركي، ويركز على نضال وتفاني الموظفين في هذا الجهاز الحيوي الذين يقومون بمهامهم في الخفاء من أجل حماية أمن الوطن. يقدم العمل صورة عن المهام الصعبة والخطيرة التي تتطلب التضحية والولاء من العاملين في الاستخبارات، حيث يتم تنفيذ العمليات في أماكن سرية وبطريقة غير مرئية للجمهور.
كما يبرز المسلسل أهمية التكنولوجيا الحديثة في عمل جهاز الاستخبارات، خاصة استخدام الطائرات بدون طيار المسلحة وغير المسلحة، التي تلعب دورًا حاسمًا في تنفيذ العمليات بنجاح. هذه الطائرات تمثل جزءًا من التطورات التكنولوجية التي تعتمد عليها الاستخبارات لحماية الأمن القومي ومواجهة التهديدات الداخلية والخارجية.

## الممثلين والشخصيات
| الممثل                                  | الدور                      | الحلقة                           |
| --------------------------------------- | -------------------------- | -------------------------------- |
| تولغا ساريتاش                           | ألتاي يالجينداغ            | 112- مستمر (الموسم 5 )           |
| يونس إمرة يلدريم                        | كُوركُوت                     | 49- مستمر (الموسم 3 و4 و 5)      |
| سَردَار يغين                              | أوزاي                      | 1- مستمر                         |
| ميلسا أكمان                             | نازلي هيساركا              | 80- مستمرة (الموسم 4 و 5 )       |
| مراد هان                                | حمدي                       | 112- مستمر (الموسم 5 )           |
| توفانا توركاي                           | كيت (الملكة)               | 112- مستمر (الموسم 5 )           |
| عدنان بيريجيك                           | رئيس عاكف                  | 112- مستمر (الموسم 5 )           |
| أركان بتك قايا                          | إيجدر تانغوز               | 127- مستمر (الموسم 5 )           |
| طاقم الممثلين والأدوار الرئيسية السابقة |                            |                                  |
| ايبوكي بوسات                            | نسليهان إردمسوي            | 80- 140 (الموسم 4 و 5 )          |
| مراد أيجن                               | طوفان                      | 112- 139 (الموسم 5 )             |
| جيزام جونيش                             | سيلين يالجينداغ            | 112- 135 (الموسم 5 )             |
| إرين هاجيسالي أوغلو                     | سيدات                      | 112- 126 (الموسم 5 )             |
| أوشان جاكير                             | ميكانيكي                   | 112- 132 (الموسم 5 )             |
| مراد يلديريم                            | عمر اتماجا                 | 49- 111 (الموسم 3 و4)            |
| جنكيز بوزكورت                           | تشيتين إردمسوي             | 80- 111 (الموسم 4)               |
| صرب ليفند أوغلو                         | إبراهيم قره هوكا (بهليفان) | 80- 111 (الموسم 4)               |
| توغتشي اتشيكجوز                         | جيزيم كيركالي              | 82- 109 (الموسم 4)               |
| سيلين جينك                              | سنا داغليكار               | 82- 109 (الموسم 4)               |
| ايلكر اكسوم                             | كامبور                     | 94- 108 (الموسم 4)               |
| علي بوراك جيلان                         | نديم                       | 95- 102 (الموسم 4)               |
| بوراك دمير                              | كابتان                     | 91- 94 (الموسم 4)                |
| أمير بندرلي أوغلو                       | أنطون                      | 86- 92 (الموسم 4)                |
| سيهون منجير أوغلو                       | جيهانجير إردمسوي           | 80- 91 (الموسم 4)                |
| إبرو شام                                | القرمزي / إيزيس            | 82- 89 (الموسم 4)                |
| إليكر كيزماز                            | جوكهان كارجي / حورس        | 80- 85 (الموسم 4)                |
| دنيز بايسال                             | زَهرَاء                      | 1-79 (الموسم 1 و2 و3)            |
| أوغور أحمد ساي                          | غُرجَان                      | 1-79 (الموسم 1 و2 و3)            |
| تورغوت تونشالب                          | خالد                       | 15-79 (الموسم 2 و3)              |
| زينب توتشا بايات                        | بلاك بيرل (سوزن)           | 77-69 (الموسم 3)                 |
| غوركان أويغون                           | (يلدريم) (إفكار بابا)      | 15-48 (الموسم 2) 76-48 (الموسم3) |
| ليفنت كان                               | ديفيد هارتلي               | 79-49 (الموسم 3)                 |
| يونس نارين                              | فرانسيس هوفمانر            | 79-49 (الموسم 3)                 |
| آتيلاي أولويشيك                         | سَرمَت                       | 1-59 (الموسم 1 و2 و3)            |
| تشاغلار أرطغرل-                         | سَردَار                      | 1-48 (الموسم 1 و2)               |
| إيزجي شينلر                             | بينار                      | 1-48 (الموسم 1 و2)               |
| نهاد ألتين كايا                         | هُولكِيّ                      | 1-48 (الموسم 1 و2)               |
| حقان بوياف                              | صادق                       | 15-48 (الموسم 2)                 |
| تونجَر سلمان                             | حَقِّيّ                        | 1-45 (الموسم 1 و2)               |
| أزجي أيوب أوغلو                         | جيرين                      | 1-44 (الموسم 1 و2)               |
| مسعود أكوستا                            | مَتَة                        | 1-40 (الموسم 1 و2)               |
| يافوز بينغول                            | آدَم                        | 1-38 (الموسم 1 و2)               |
| محمد أوستا                              | زَايد فَادِيّ                  | 1-14 (الموسم 1)                  |

## موعد العرض
| الموسم | يوم العرض والوقت                 | بداية الموسم   | نهاية الموسم  | عدد الحلقات | بداية ونهاية الموسم | الموسم التلفزيوني | القناة     |
| ------ | -------------------------------- | -------------- | ------------- | ----------- | ------------------- | ----------------- | ---------- |
| 1      | كل الأحد 20.00 (بالتوقيت التركي) | 7 مارس 2021    | 6 يونيو 2021  | 14          | 14-1                | 2021 - 2022       | تي أر تي 1 |
| 2      | كل الأحد 20.00 (بالتوقيت التركي) | 26 سبتمبر 2021 | 29 مايو 2022  | 34          | 48-15               | 2021 - 2022       | تي أر تي 1 |
| 3      | كل الأحد 20.00 (بالتوقيت التركي) | 2 أكتوبر 2022  | 25 يونيو 2023 | 31          | 79-49               | 2022 - 2023       | تي أر تي 1 |
| 4      | كل الأحد 20.00 (بالتوقيت التركي) | 22 أكتوبر 2023 | 9 يونيو 2024  | 32          | 111-80              | 2023 - 2024       | تي أر تي 1 |
| 5      | كل الأحد 20.00 (بالتوقيت التركي) | 22 سبتمبر 2024 | 15 يونيو 2025 | 37          | 148-112             | 2024 - 2025       | تي أر تي 1 |

## روابط خارجية
- المنظمة على موقع IMDb (الإنجليزية)
- المنظمة على موقع كينوبويسك (الروسية)
- المنظمة على موقع قاعدة بيانات الفيلم (الإنجليزية)